# مجموعه بناهای افغان‌نژاد
مجموعه بناهای افغان نژاد مربوط به دوره قاجار است و در شهرستان بهشهر، بخش قره طغان، روستای قره تپه واقع شده و این اثر در تاریخ ۲۵ اسفند ۱۳۸۰ با شمارهٔ ثبت ۵۴۱۱ به‌عنوان یکی از آثار ملی ایران به ثبت رسیده است.
عمارت افغان نژاد در روستای قره‌تپه بر بالای تپه‌ای به همین نام واقع است. این مجموعه شامل سه عمارت و یک حمام زیبا بود که از یادگارهای کم‌نظیر عصر قاجاریه در مازندران است.
این بنای سه طبقه دارای پنجره‌های زیبای ارسی در شرق بنا و درهای زیبا با تزیینات شیشه‌ای و تراس طبقه اول دارای طاق‌های قوسی شکل است. علاوه بر عمارت مسکونی، حمام مجموعه نیز در ضلع جنوبی قرار گرفته و دارای تزیینات آهک بری زیبایی است. این حمام دارای سربینه، راهروی ورودی بینه و سرویس‌های بهداشتی بود. در دیوارهٔ بینه و سربینه گچ بری‌های زیبا با طرح گل و گیاه به شکل طوماری مشاهده می‌شود.
این حمام متأسفانه در اثر بی‌توجهی، به محل انباشت زباله تبدیل شده است.
در گذشته ساختمان مرکزی عمارت افغان نژاد در بالاترین نقطهٔ تپه قرار داشت و همراه با سایر ساختمان‌ها در دامنهٔ تپه، روستای قره تپه را تشکیل می‌دادند. امروزه با بنا شدن یک مسجد در مجاورت عمارت و در بالای تپه، حالت نمادگونهٔ عمارت افغان نژاد کمرنگ شده است.

## گالری عکس ها

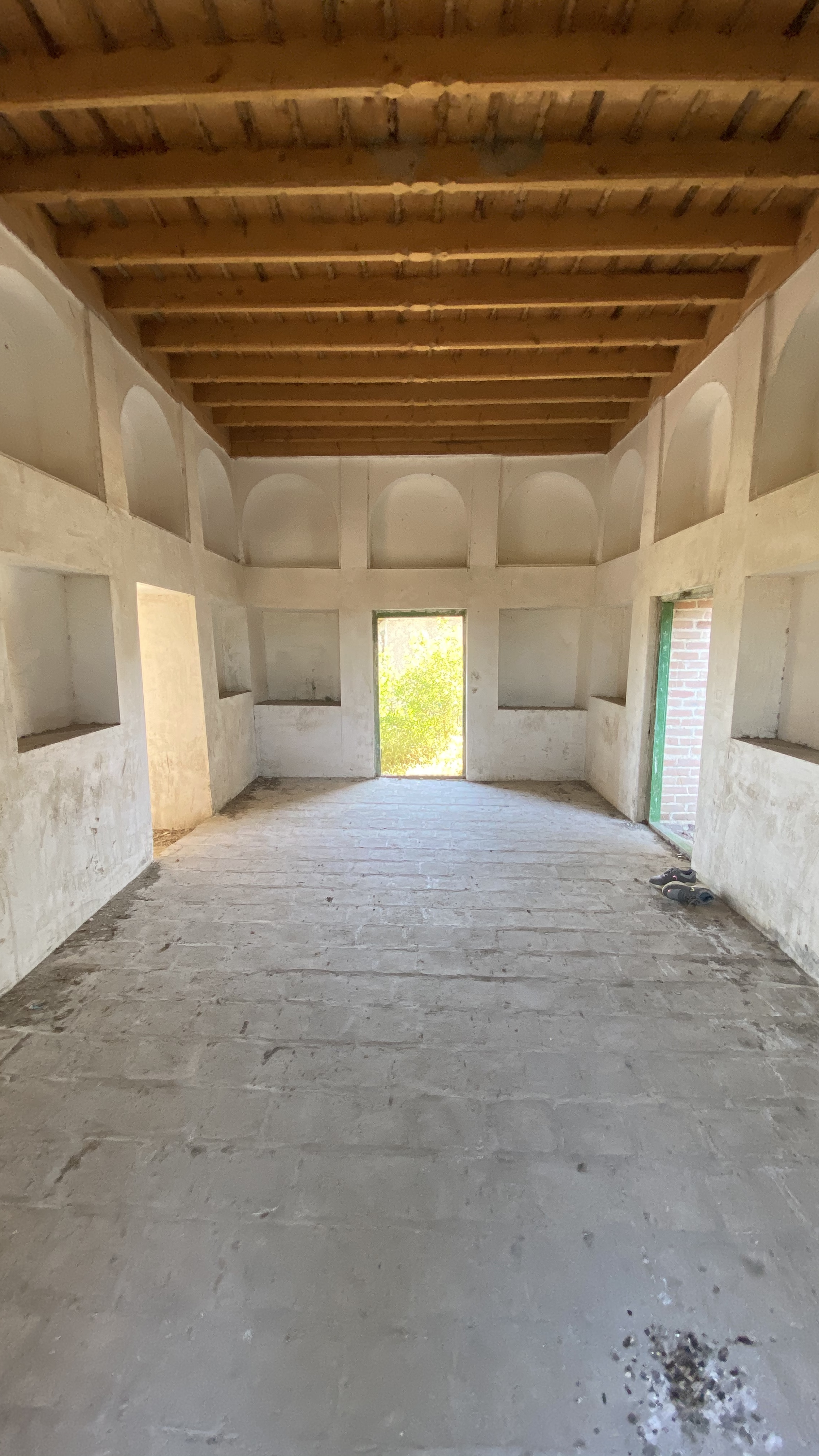
نمایی از اتاق اندرونی اول عمارت افغان‌نژاد